# Michal Schlegel
Michal Schlegel (Ústí nad Orlicí, Districte d'Ústí nad Orlicí, 31 de maig de 1995) és un ciclista txec, professional des del 2015, actualment a l'equip Caja Rural-Seguros RGA. En el seu palmarès destaca la Małopolski Wyścig Górski del 2021 i diversos campionats nacionals en categories inferiors.

## Palmarès
- 2012
  -  Campió de Txèquia júnior en contrarellotge
- 2013
  -  Campió de Txèquia júnior en contrarellotge
- 2016
  -  Campió de Txèquia sub-23 en ruta
  -  Campió de Txèquia sub-23 en contrarellotge
- 2021
  - 1r al Małopolski Wyścig Górski i vencedor d'una etapa
  - 1r a la Visegrad 4 Kerekparverseny
  - Vencedor d'una etapa de la Volta a l'Alta Àustria

### Resultats al Giro d'Itàlia
- 2017. 45è de la classificació general

### Resultats a la Volta a Espanya
- 2023. 114è de la classificació general